# Hyalosperma stoveae
Hyalosperma stoveae là một loài thực vật có hoa trong họ Cúc. Loài này được (D.A.Cooke) Paul G.Wilson mô tả khoa học đầu tiên năm 1989.